# Бритоф
Бритоф (словен. Britof) је насељено место у општини Крањ, Горењска регија, Словенија.

## Историја
До територијалне реорганизације у Словенији био је у саставу старе општине Крањ.

## Становништво
У попису становништва из 2011. године, Бритоф је имао 1.908 становника.
| Број становника према пописима | Број становника према пописима | Број становника према пописима |
| ------------------------------ | ------------------------------ | ------------------------------ |
| 1991                           | 2002                           | 2011                           |
| 1.527                          | 1.657                          | 1.908                          |